# Conselho de Pesquisa Científica e Tecnológica da Turquia
O Conselho de Pesquisa Científica e Tecnológica da Turquia (em turco:  Türkiye Bilimsel ve Teknolojik Araştırma Kurumu, TÜBİTAK) é uma agência estatal da Turquia cujo objetivo declarado é desenvolver políticas de "ciência, tecnologia e inovação", apoiar e conduzir pesquisa e desenvolvimento e "desempenhar um papel de liderança na criação de uma cultura de ciência e tecnologia no país".

## História

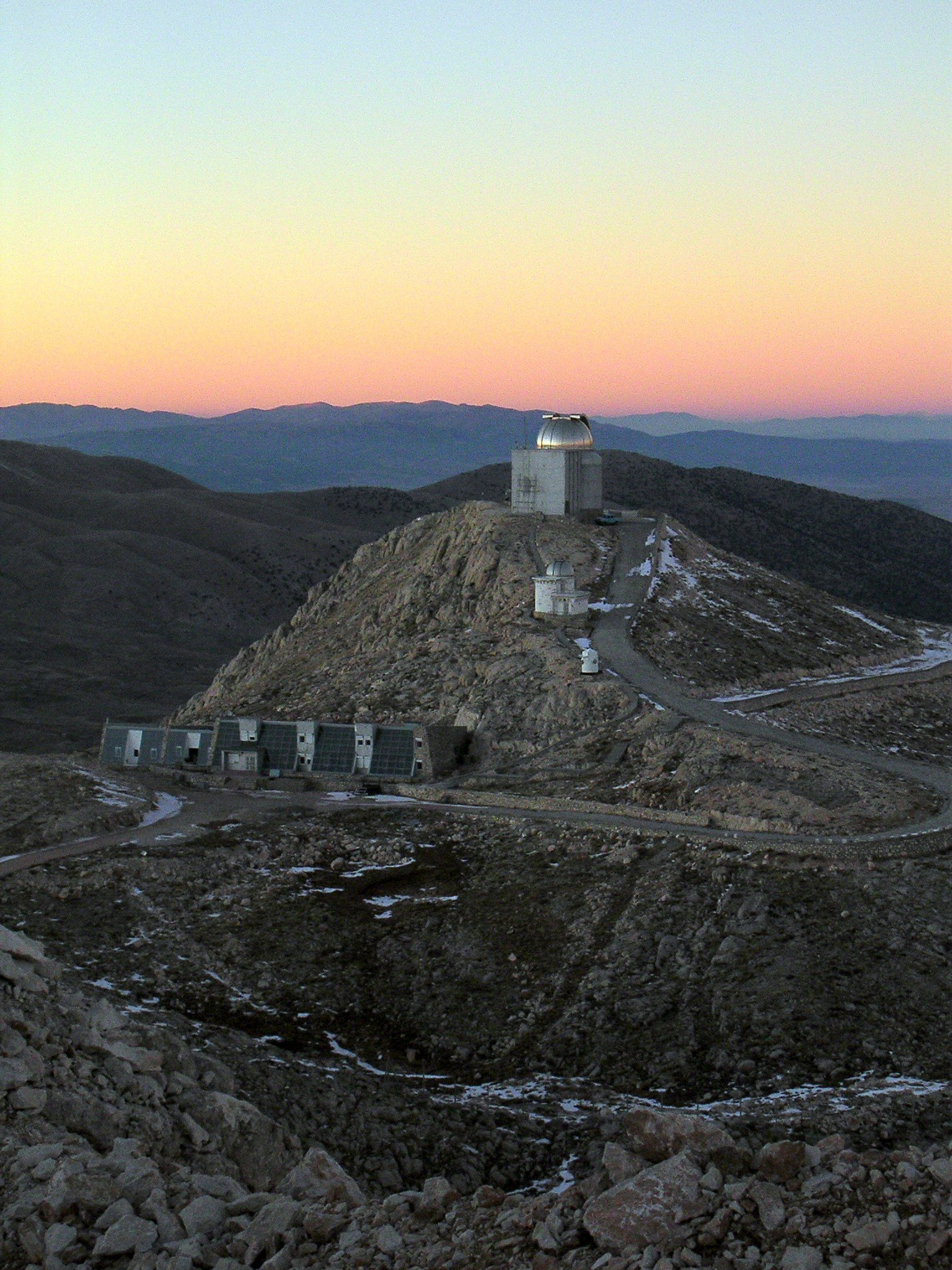
Observatório Nacional do TUBITAK

O TÜBİTAK foi estabelecido pelo presidente Cemal Gürsel, que primeiro formou um conselho científico para orientar o Ministério da Defesa em 1960 e mais tarde ordenou a fundação do Conselho Científico mais amplo e o Conselho de Pesquisa Tecnológica da Turquia.
Na época de sua criação, as principais tarefas do TÜBİTAK eram apoiar a pesquisa acadêmica básica e aplicada e incentivar carreiras científicas, fornecendo incentivos a jovens pesquisadores. Para levar a cabo estas tarefas, foram constituídos quatro comitês de bolsas de pesquisa para financiar projetos nas áreas das ciências básicas, engenharia, medicina, agricultura e pecuária. O número agora chega a dez e inclui também um designado às ciências sociais e humanas.

## Atividades
A agência é responsável pelo desenvolvimento e coordenação da pesquisa científica de acordo com as metas e prioridades nacionais, definidas pela Academia Turca de Ciências (TÜBA). Mais de 2.500 pesquisadores trabalham nos 15 diferentes institutos de pesquisa e centros de pesquisa vinculados ao TÜBİTAK, onde são realizadas pesquisas nacionais baseadas em contratos e direcionadas. TÜBİTAK representa a Turquia em esforços internacionais de pesquisa, incluindo associações na European Science Foundation e nos Programas-Quadro para Pesquisa e Desenvolvimento Tecnológico da União Europeia.
TÜBİTAK dá os seguintes prêmios: 
- Prêmio de ciência para cientistas vivos por contribuições significativas para o avanço da ciência universal
- Prêmio de serviço para aqueles que contribuíram significativamente para o desenvolvimento da ciência e tecnologia
- Prémio de Incentivo a cientistas vivos com menos de 40 anos e que demonstrem ter as qualificações necessárias para contribuir para a ciência no futuro a nível internacional,
- Prêmio especial para cientistas turcos que vivem no exterior (equivalente ao TÜBITAK Science Award).

## Produtos
- Pardus (sistema operacional)
- HGK - Kit de orientação GPS para bombas não guiadas
- TUBITAK-SAGE SARB-83 [2] - Bomba de penetração
- TUBITAK-SAGE TOGAN [3] - Drone com munição explosiva de morteiro de 81 mm [4][5]
- TUBITAK-SAGE BOZOK [6] -  Bomba guiada por laser
- TOROS - Sistema de foguetes de artilharia
- NEB - Destruidor de bunkers
- Bateria térmica